# Chiesa di San Salvatore alle Coppelle
La chiesa di San Salvatore alle Coppelle è una chiesa di Roma, nel rione Sant'Eustachio, in piazza delle Coppelle. Dal 31 marzo 1914 l'edificio è la chiesa nazionale dei romeni greco-cattolici ed è officiata in rito bizantino.

## Storia
Un'iscrizione murata nell'interno della chiesa attesta che fu consacrata da papa Celestino III il 26 novembre 1195, anche se non è da escludere che tale iscrizione faccia riferimento ad un restauro, e non alla costruzione vera e propria della chiesa, la quale perciò sarebbe più antica.
In una bolla di Onorio III del 1222 la chiesa è chiamata de Cupellis, come pure nei cataloghi del XVI secolo: tale nome sembra derivi dal fatto che nelle vicinanze della chiesa avevano le loro botteghe i fabbricanti di coppelle o barili.
Un'antica iscrizione, ora non più esistente, affermava che la chiesa era costruita sulla casa di Santa Abbasia, nobildonna che legò la sua esistenza ad opere di misericordia, istituendo nella propria abitazione un Monte di Pietà; da qui il nome medievale della chiesa di San Salvatore de Pietate. Altri invece fanno derivare questo appellativo dalla vicinanza con il cosiddetto Arco della Pietà, di età traianea, oggi scomparso (ma ancora esistente nel XIV secolo, anche se in rovina).
Inoltre sembra che si possa identificare questa chiesa con la San Salvatore de Sere (da messere), citata in alcuni documenti medievali.
Nel 1404 Innocenzo VII affidò la chiesa all'Università dei Sellai che vi rimasero per tre secoli.
Dal 1633 la chiesa fu sede di una Confraternita del SS. Sacramento della Divina Perseveranza, che forniva assistenza a pellegrini e forestieri che si ammalavano nelle locande, ricoverandoli al bisogno in qualcuno dei numerosi ospedali della città, o avvertendo i parenti e prendendo in custodia gli effetti personali di quelli che morivano. A questo scopo, in occasione del Giubileo del 1750, sul fianco della chiesa venne scavata una cassetta postale, ancora visibile; qui chiunque ospitasse forestieri (osti locandieri e anche privati), se qualcuno di questi gli si ammalava in casa doveva imbucare un biglietto di segnalazione alla confraternita. Le sanzioni stabilite denotano come l'attività della confraternita fosse in sostanza un'attività di polizia sanitaria, per un verso, e di controllo di ordine pubblico per l'altro, anche a garanzia dei forestieri.
La chiesa medioevale subì diverse trasformazioni: fu riedificata nel 1750, su architettura di Carlo De Dominicis; nel 1858-60 furono deturpati due affreschi del 1195. Della chiesa medievale resta il bel campanile, costruito in occasione del restauro del XII secolo, ed oggi in parte inglobato nell'edificio vicino.

## Interno

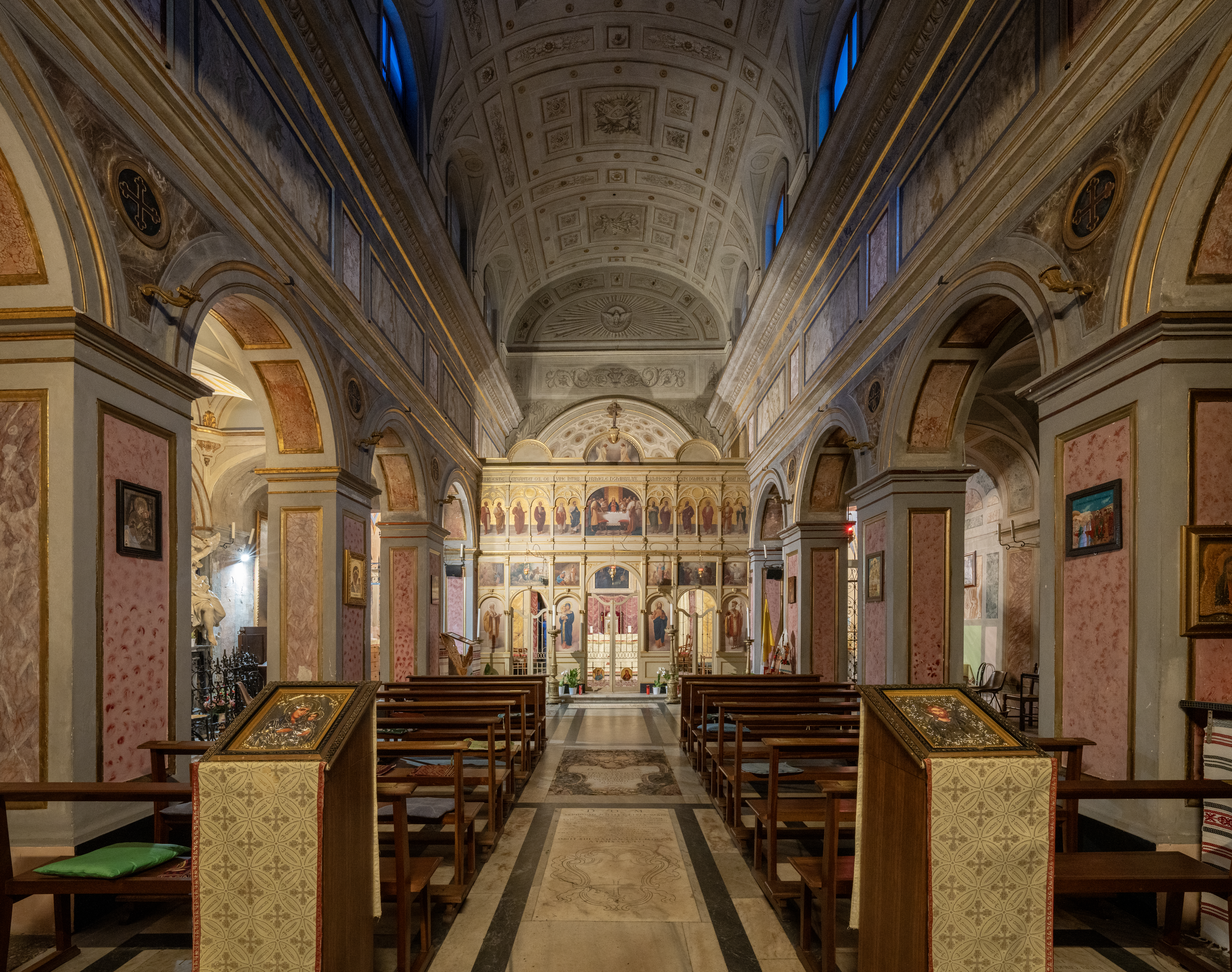
Interno

L'interno mantiene la divisione medievale a tre navate e vi si possono notare:
- entrando sulla destra l'epigrafe che ricorda la consacrazione della chiesa nel 1195 da parte di Celestino III;
- sulla parete di fondo della cappella della Vergine un frammento affrescato trecentesco di una Dormitio Virginis molto rimaneggiata;
- nella navata centrale l'iconostasi con l'Ultima Cena e figure di santi.